# Jonathan (pomme)
Pour les articles homonymes, voir Jonathan.

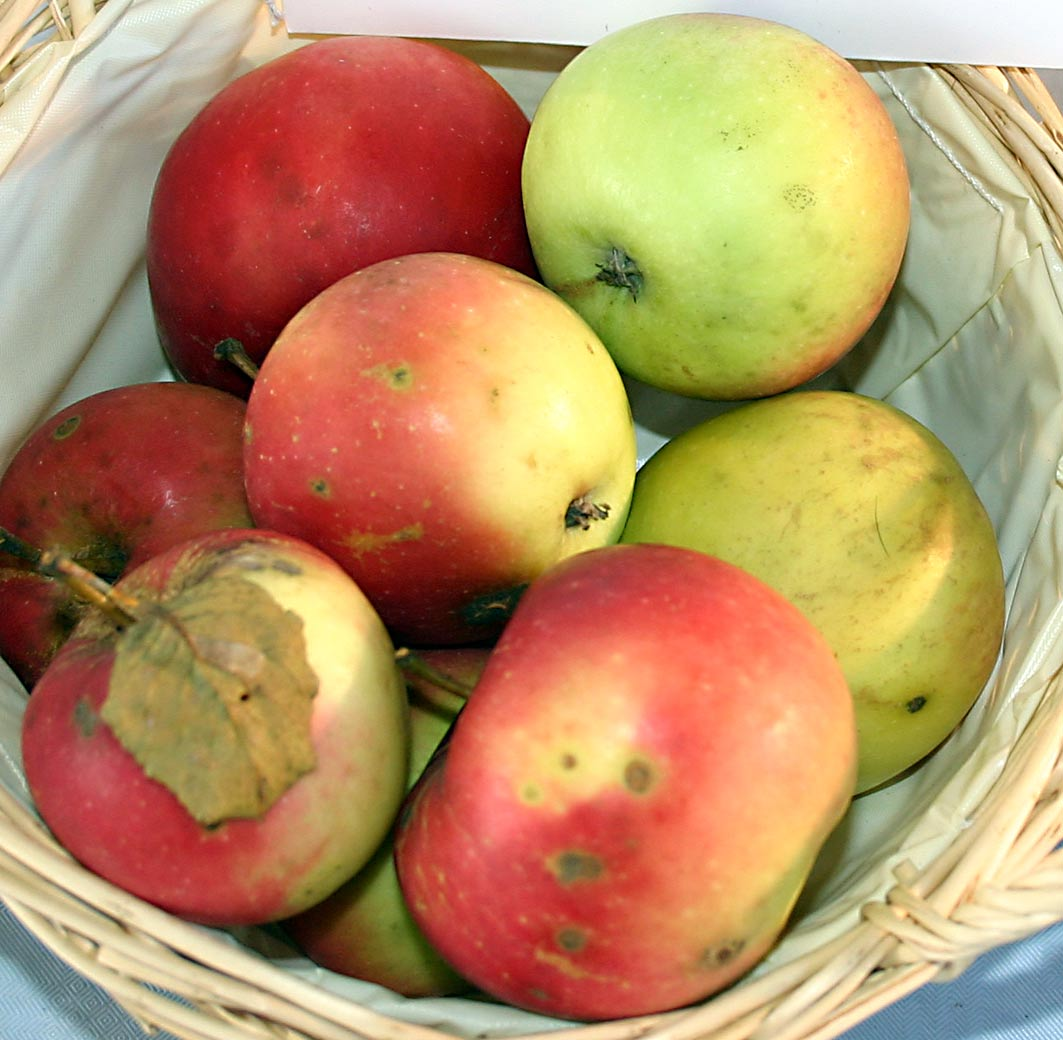
Pommes Jonathan.

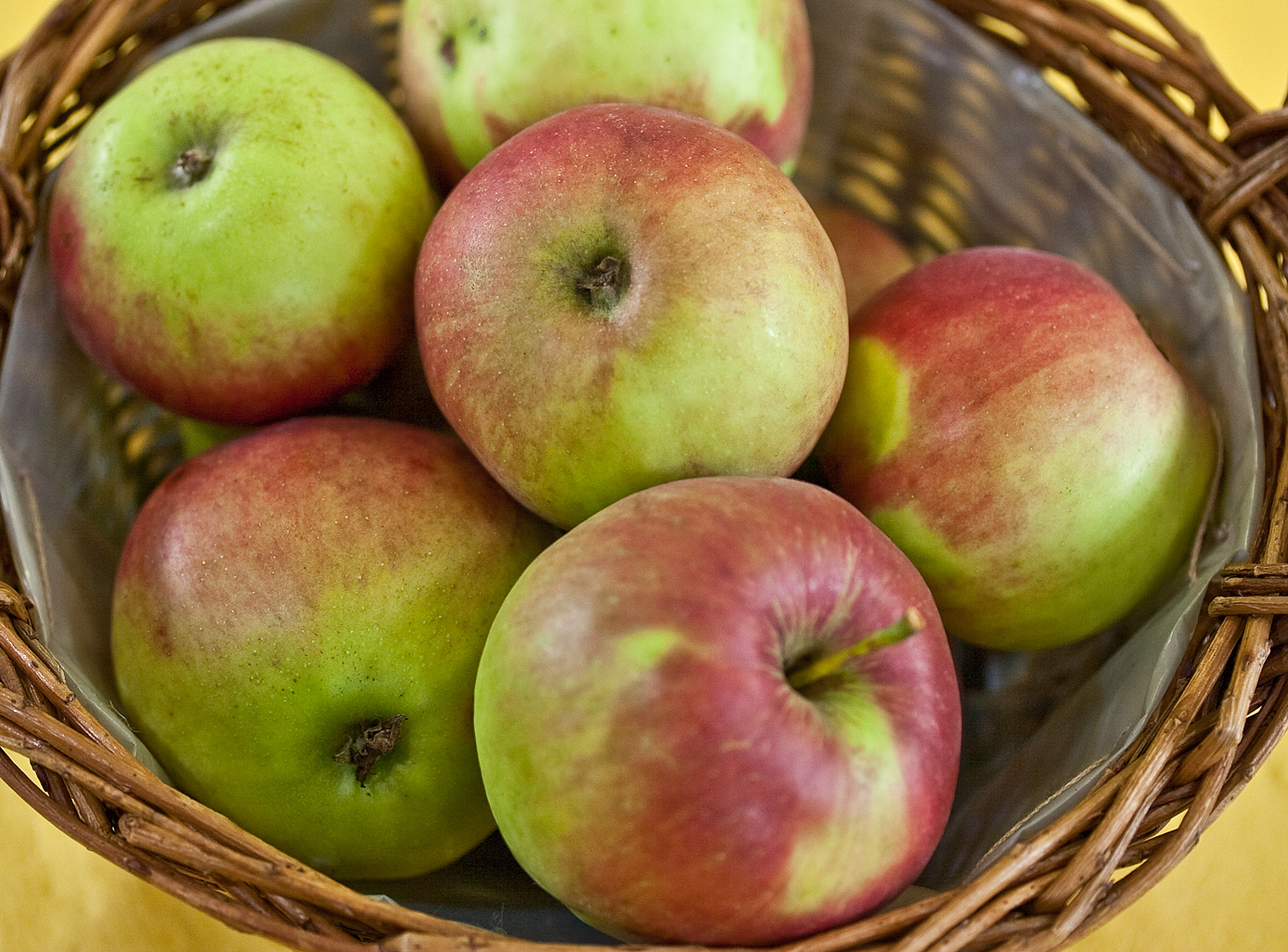
Moins mûres.

Jonathan est une variété de pommes apparue en 1826 aux États-Unis. Elle est étroitement liée à la variété Esopus Spitzenburg.
Cette variété est depuis plus d'un siècle une des cinq variétés les plus utilisées par les obtenteurs pour créer de nouvelles variétés. En effet, 64 %, des 439 variétés commerciales étudiées par Noiton et Alspach en 1996 utilisent depuis plus d'un siècle seulement cinq géniteurs (Mc Intosh (101 cultivars), Golden delicious (87 cultivars), Jonathan (74 cultivars), Red delicious (56 cultivars) ou Cox's Orange Pippin (59 cultivars), respectivement quatre américaines et une anglaise) ou leur descendance.

## Synonymes
- Phillip Rick,
- Ulster Seedling.

## Description
- Épicarpe: principalement rouge.
- Calibre: moyen.
- Chair: couleur blanc-crème, croquante, juteuse et sucrée.

## Histoire
La pomme Jonathan serait le fruit d'un semis d'Esopus Spitzenburg de 1826 à la ferme de Philip Rick à Woodstock dans le comté d'Ulster dans l'État de New York. Elle se serait appelée à l'origine la "pomme de Rick " mais elle fut rapidement rebaptisée "Jonathan" par le juge Buel, Président de la Société d'horticulture d'Albany, en hommage à Jonathan Hasbrouck, qui découvrit la pomme et la porta à l'attention de Buel.

## Pollinisation
Variété diploïde.
Groupe de floraison: B
S-génotype: S7S9.
Pollinisée par: Reinette Baumann, Belle-Fille Normande, Grand Alexandre, James Grieve, Grenadier, Golden Delicious, Granny Smith.

## Parenté
Mutants:
- Jonathan rouge[5]

Descendants:
- Jonagold - un croisement entre Jonathan et Golden Delicious,
- Jonamac
- Rubinstar - un mutant plus coloré de Jonagold,
- Idajon
- Idared
- Melrose
- Monroe
- Murasaki
- Priam
- Septer
- Undine
- Akane
- Florina - variété résistante aux races communes de tavelure du pommier, également connue sous le nom commercial de Querina.

## Maladies
Tavelure: très susceptible

Mildiou: très susceptible

Rouille: très susceptible

Feu Bactérien: très susceptible

La susceptibilité au feu bactérien implique d'utiliser un porte-greffe bloquant l'infection (M7, G41, G202, ...).

## Culture
Cultivar: peu vigoureux

Mature de fin septembre à janvier

La susceptibilité aux maladies de Jonathan le rend peu approprié aux jardins familiaux peu entretenus avec des produits de synthèse chimiques.